# Senecillis robusta
Senecillis robusta là một loài thực vật có hoa trong họ Cúc. Loài này được (Ledeb.) Kitam. miêu tả khoa học đầu tiên.